# Yvrench
Yvrench – miejscowość i gmina we Francji, w regionie Hauts-de-France, w departamencie Somma.
Według danych na rok 2011 gminę zamieszkiwało 308 osób, a gęstość zaludnienia wynosiła 33 osoby/km² (wśród 2293 gmin Pikardii Yvrench plasuje się na 709. miejscu pod względem liczby ludności, natomiast pod względem powierzchni na miejscu 498.).